# Sally of the Sawdust
Sally of the Sawdust is een Amerikaanse filmkomedie uit 1925 onder regie van D.W. Griffith.

## Verhaal
Rechter Henry Foster wordt kwaad, wanneer zijn dochter wil trouwen met een circusartiest. Ze trouwt toch met haar geliefde en dat leidt tot een breuk met haar vader. Wanneer zij en haar man op jonge leeftijd sterven, blijft hun dochter Sally achter in het circus. Jaren later wordt Sally verliefd op Peyton Lennox, de zoon van een confrater van haar grootvader. Rechter Foster is nog steeds wraakzuchtig en laat Sally arresteren voor illegaal gokken.

## Rolverdeling
| Acteur           | Personage                   |
| ---------------- | --------------------------- |
| Carol Dempster   | Sally                       |
| W.C. Fields      | Professor Eustance McGargle |
| Alfred Lunt      | Peyton Lennox               |
| Erville Alderson | Rechter Henry L. Foster     |
| Effie Shannon    | Mevrouw Foster              |
| Charles Hammond  | Lennox sr.                  |
| Roy Applegate    | Detective                   |
| Florence Fair    | Juffrouw Vinton             |
| Marie Shotwell   | Dame                        |
| Glenn Anders     | Leon                        |